# The One I Love (Lied)
The One I Love ist eines der Lieder des Albums Document (1987) von R.E.M. In den amerikanischen Charts landete das Lied 1987 auf Platz sieben, und 1991 nach der Veröffentlichung im Vereinigten Königreich auf Platz 16 der dortigen Charts.
The One I Love gehört zum Stammrepertoire bei Live-Auftritten von R.E.M., wie beispielsweise auch Losing My Religion, Man on the Moon und It’s the End of the World as We Know It (And I Feel Fine), das ebenfalls vom Album Document stammt.

## Liedtext
Der Text des Liedes ist sehr einfach gehalten, die drei Strophen unterscheiden sich nur durch minimale Textänderungen und werden durch das alarmierende Rufen von „Fire“ (Feuer) ergänzt. Das Gitarrenriff von Peter Buck, das sowohl am Anfang als auch bei „Fire“ gespielt wird, hat einen hohen Wiedererkennungswert. Im März 2005 wurde der Song vom britischen Musikmagazin Q auf Platz 57 der 100 größten Gitarrentracks gesetzt.
Der Titel wird vom Publikum oft als Liebeslied missverstanden, obwohl Michael Stipe ihn als brutalen und zynischen Titel versteht. Beispielsweise enthält der Text die Zeile “a simple prop to occupy my time”, was so viel bedeutet, wie „jemanden einfach zum Zeitvertreib zu haben“. Stipe sagte dazu in einem Interview der Stuttgarter Zeitung: „Gestern Abend habe ich es gesungen, und ein Pärchen in der dritten Reihe hat sich verliebt angesehen und Händchen gehalten. Ich dachte nur: ‚Oh mein Gott‘.“